# ワッハマン
『WAHHAMAN(ワッハマン)』は、漫画雑誌『モーニングパーティ増刊』『月刊アフタヌーン』にて連載されていたあさりよしとおの漫画作品。

## ストーリー
1万年前のアトランティス文明の生き残りであるワッハマン。オリハルコンで作られた体に身を包み、宿敵「パパ」を倒すという使命を帯びているはずだが、永遠の時間を過ごすことは普通の人間には到底耐え切れないらしく、現代において本人は意識を深淵に沈めて飄々と浮き草のような暮らしをしている。様々な人々と出会い、全ての黒幕・パパの陰謀に巻き込まれるうちに自らの使命を果たすために立ち上がる。
最終回のパパとの戦いの結末、そしてその後のエピローグは単行本収録時に大幅に書き直された為、雑誌連載時とパパとの決着の付け方が全く違うものになっている。

## 主な登場人物

### ワッハマン
本名不詳。第1話では、当初は骸骨のような風貌から「コッくん」と呼ばれていた。1万年前のアトランティスで「勇者」とされた人物。金色に光る不滅の金属オリハルコンの身体を持ち、非常に高い身体的能力と戦闘技術と相まって物理的な損傷を受けることはほとんどない。また、感情の起伏（後述）で傷の修復も可能。短時間であれば空中移動も可能。深海を徘徊するなど、水中移動も全く問題なく行なえる。本気で戦えばほぼ無敵なのだが、戦う意思をほとんど見せないためその力が発揮されることは滅多にない。謎の人物「パパ」を倒すことが使命だが、なぜ倒さなくてはならないのかという記憶が失われており、戦いは受動的である。普段は世界のどこかを徘徊しているか、長沼の分室（後述）の付近で仕事をしている。
ワッハマンの覚醒レベルにはいくつかの段階がある。
レベル1＝意識を深く沈めた状態。完全な現実逃避モードであり、あまり意味のある行動はとらない。普段のワッハマンはこのレベル1とレベル2の状態を、行きつ戻りつしながら生活している。
レベル2＝明確な意識がある。もともとがつかみ所のない人格らしくレベル1と判別しづらいが、周囲の人間の暴走にツッコミをいれたり、自己の存在に悩んだりと、常識的な言動をとる。
レベル3＝自動的な戦闘モード。過剰な攻撃を受けたり、激昂したりすることで、敵と認識した相手を殲滅するまで暴力的に攻撃する。戦闘が続くうちに最初の「ワハハ…!」から「うけけけ!」「ひぃーひっひっひっ!」など、通常と違う笑い方をする。
レベル4＝完全状態。自己意識を保ったまま、オリハルコンの力を全開にする。驚異的な自己修復能力が発動したうえ、意識が明確なことから、持ちうる戦闘技術を遺憾なく発揮する。月より帰還したのち、「パパ」に対する敵意を自覚することで覚醒した。
食べ物に強い執着があり、食事を邪魔されて戦闘モードに入ったり、食べ物が原因でトラブルが発生することもしばしば。ただし、本来は外部からの栄養摂取自体必要がない。食べ物での好き嫌いは特になく、ラーメンから深海魚の踊り食いまで、何でも食べる（そもそも味覚が存在するのかも不明）。黄金のドクロのような顔や「ワハハ」という笑い声は黄金バットが元ネタ。会話も可能だが、高らかに笑う時以外は台詞として表記されることはない（会話の相手が通訳のように内容を説明する形となる）。日本語の読み書きもでき、筆談も可能。モールス信号も分かる。非戦闘時は若い男性型のラバーマスクをかぶり、服を着ていることが多いが、マスクをかぶっていなくても他の登場人物から怪しまれることはない。

### 「防衛庁技術研究本部第四研究所特別分室」
「ワッハマンを監視・調査するための組織」という建前だが、実際にはトラブルメーカーの梅田や、ワッハマンの対応を長沼に押し付けるための部署である。レベルとしてはかなり高度な情報もやりとりされているが、アルバイトにルミちゃんを雇う、近所の小学生に「自衛隊の秘密基地」（ほぼ事実）と認知されている、部外者の侵入を容易に許すなど、機密保持はずさんである。物語が進むにつれ、最前線で「パパ」に対抗する陣営となっていく。
レミィ
謎の人物「パパ」に作られたアンドロイド。平常時は小柄な少女の姿であるが、戦闘時には物理的にありえないような変型を経て「ハンババ」という巨躯の戦闘形態になる（本人の言によれば、「ハンババ」が正式名で「レミィ」は愛称である）。当初は羞恥心というものを持たず、コスプレ、全裸やそれに近い姿で人前に立つことも平気だったが、後半に入ると嫌がる素振りを見せるようになった。実際には情報収集用のアンドロイドであり、「パパ」いわく「感情型」。失敗を重ねた結果パパに捨てられ、長沼の分室に居候することになり、行動も共にするようになる。イシュタル（後述）の攻撃で左腕を破壊されたのち、システムが故障したため後述のインガーによる修復を受けるまで変型できなくなっていた。ワッハマンと同じく、人間同様の食事をしているが、機能的に必要なのかは不明。
長沼内規（ながぬま ないき）
「分室」所属の諜報員。自衛隊諜報部門の一員としてワッハマン監視の任についていたが、ワッハマンを巡るドタバタに巻き込まれていくうち、責任と面倒（主に梅田の素行が問題となった）を押しつけられ、閑職に回されてしまった。中国拳法と合気柔術をチャンポンにした格闘の達人。その実力は並のアンドロイドなら素手で瞬殺し、イシュタルやオシリスとも互角に戦えるほど。銃弾を見てから避ける（ライフル銃による遠距離からの狙撃を受けた際、マズルフラッシュを目視で確認して回避行動を取っている）など、身体能力そのものも常人を超える。本人は公務員であることを主張し、至って真面目に任務を遂行しようとするが、周囲があまりに個性的であるためか常に振り回されている。子供の頃のトラウマにより、カマドウマが大の苦手。妻と誕生直前だった子供を事故で失っている。ネーミングの元ネタはこの事件から。
ある時期、分室内でイシュタルの襲撃を受けたことから疑心暗鬼となり、ルミの着替え・入浴・排便をうっかり見てしまうことがしばしばあった。更にオシリスとの戦闘では、ルミが見るとオシリスの戦闘モードが解け、全裸のオシリスと長沼が絡んでいるような状態になる。そのため、ルミからは変態扱いされて避けられているが、長沼に言わせれば全くの誤解。
竹村（たけむら）
長沼の部下の諜報員。長沼と常に一緒に行動し、ワッハマンを調査していた。かなりの天然ボケで、毎度のように緊張感のない行動や言動を見せているが終盤に「パパ側の人間」だったことが突き止められたことで銃を抜き長沼に倒された。
梅田甲三（うめだ こうぞう）
「分室」技術職員。松岡の上司。技術畑の公務員のような風貌だが性格はマッド・サイエンティストそのもので、目的遂行のためなら手段を選ばず、周囲の迷惑も顧みない。長沼とは腐れ縁のような関係で、息の合ったツッコミとボケを見せる。パワードスーツを開発したり、レミィにロケットを取り付けて宇宙に打ち上げたりと、技術力は一級。長沼に怪しげな機材・装備（ほとんどが使えない試作品ばかり）を提供していたが、話が進むにつれ実用度は増していった。分室に住み込んでいることから独身だと思われていたが、妻と娘に逃げられていることが判った。言動が暴走することも多いが根は意外と常識人。自分たちが孤立無援で命を狙われている状況になっても泰然としているなど、肝の据わっている一面もある。
石田ルミ（ルミちゃん）
幼稚園児と間違われるほど幼児体型の女の子。実は20歳を越えているらしく、身分証明のために常に運転免許証を持ち歩き、陰毛が生えている。
初登場時はひどい赤面症で、人の顔がまともに見られないという状態だったが、ワッハマンや長沼たちと接するうちに多少は改善されていった。アルバイト先の喫茶店を壊され、次に見つけた先が長沼たちの分室の雑用係であった。毎度、散々な目に遭いながらもけなげにバイトを続けている。
一介の民間人であることからパパとの最終決戦を前に解雇となり分室を離れたが、実はその正体は・・・・。
松岡（まつおか）
「分室」技術職員。梅田の部下。終盤までほとんど出番も無く目立たない存在だったが、梅田と74式強化装甲服一型を専用トレーラーごと盗み出し、敵本拠地への突撃につき合わされることになる。
インガー・W・C・ミュンヒハウゼン
スイスで隠居生活を送る時計職人。しかし実はナチスの下で「死なない兵士の研究」をしていた科学者（本人曰く生体実験には関わっていない）であり、追われる身としてスイスに身を隠していた。大気圏突入で中破したレミィを修理できるほどの技術者だが、そのため一連の事件に巻き込まれることになり、長沼たちと行動を共にすることになる。
ゲルダ（アンドロイド）
インガーが作ったアンドロイド。インガーはゲルダのことを、言われたことに答えるだけの「ロボット」と見ていたが、実は自律行動を行い心を持ち、長きに渡りインガーを見守っていた。イシュタルによる壁越しの不意打ちからインガーを庇ってボディを破壊されるが、頭脳部分をオシリスに移植された。
オシリス
「パパ」が送り込んだ三体目の対ワッハマン用アンドロイド。普段は北海道弁で話す女性型。「ワッハマンを倒す」という目的のみで行動していて、ひとたびワッハマンを意識するとレミィよりも大型の戦闘モードに変形する（このモードの時は方言は出ない）。レミィ以上に羞恥心がなく、非戦闘状態では全裸で登場することもしばしば。
レミィやイシュタルと違って「パパ」の存在を記憶していない。自己修復機能を持ち、損傷を受けると欠点を補うように修復・自己進化が可能。この機能にソフトの大部分を使用しているため、余計なデータがないのではないかと梅田は推測していたが、事実はオシリス自身は「イシス」と呼ばれる人格のオプション的存在と言う斜め上の結果だった。
「パパ」に対する忠誠心も人間に対する敵意もないため、普段は長沼達とともに暮らす。自分以外でワッハマンを排除しようとする存在も許さないことから、「分室」とは奇妙な連携状態になる。
イシス
オシリスを隠れ蓑に存在した「対ワッハマン精神抹殺用人格」。ワッハマンの意識が覚醒した状態でオリハルコンによる共振を利用した暗示を使い、その精神を抹殺しようとした。ワッハマンを攻撃した際に人格は壊れてしまい、オシリスとしては「記憶」しか残っていない状態だったが、イシュタルによってボディを破壊されたゲルダの頭脳を移植されたことで復活した。

### 「パパ」の組織
アトランティス時代、かろうじてワッハマンを退けた「パパ」が作りあげた組織。絶大な力を持ち、大国をも影響下に置く。
パパ
レミィたちアンドロイドを作り出し、太古の昔から作中の舞台となる現代まで影から政治・経済などを思うがままに操る謎の人物。「パパ」とはレミィがそう呼んでいたのが、なかばコードネームとして定着したもので、本名は最後まで不明。かつての戦いでワッハマンの額に傷を負わせ、眠りにつかせたほどの存在だが、自らも顔面破損や体の半分を失うなどの重傷を負い、メカニックで補っている。その行動には不明瞭な部分が多く、ワッハマン抹殺に全力をそそぐ一方、自らを殺しうる唯一の存在として期待しているふしもある。悠久の時を生きる中で、自分を「楽しませる」者を求めてやまない。制服やコスチューム等を収集する趣味を持ち、当初レミィが出撃する際に着ていたコスチュームは実は彼の個人的な趣味によるコレクションだった。本人曰く「着るわけじゃないんだ」とのこと。『黄金バット』の「ナゾー」が元ネタ。
イシュタル
「パパ」が作った二体目の対ワッハマン用アンドロイド。両手にオリハルコン製の爪とブレードを持っている。影に沈む能力をもち、神出鬼没であらゆる場所に現れてはワッハマンに挑む。途中、オリハルコン製の刃を腕に装備し、その切れ味でワッハマンに幾度となく襲い掛かった。「パパ」には絶対服従であり、その不条理な言動を含め、意に沿うよう行動しようとするが、それゆえ「パパ」からは「つまらない」と言われている。イシュタルの名はとある登場人物にもじられて使われている。
プロトタイプ・レミィ
「レミィ」の試作型にしてレミィのお姉さん。アンドロイドだが、個性を持っているゆえに「プロトタイプ」という立場から「正真正銘のレミィ」になろうと日本への帰還途中に台湾を訪れたレミィの前に立ちはだかる。
変形した際の姿は非人間型で、脚代わりの巨大な副腕（これだけを出した際には翼の様にも見える）をもち、脚部に相当する場所にクローアームがある形態。
人造人間
「パパ」陣営の働きアリのような存在。新しいものほど高性能だがレミィやゴーレムと違って個性という物が無く、与えられた設定（カバー）に準じたキャラクターを演じている。だが、旧式の個体を見下したりする人間臭い一面もある。
人間に混ざって社会に溶け込んでおり、町一つの住人が入れ替わってワッハマンに襲い掛かったり、鮫洲の新任上司が人造人間だったりした。正体を現すと顔面などに人工的な線が見えたりする。
ゴーレム
レミィがまだ「パパ」の組織に所属していた頃に、レミィの部下として彼女に付き従っていた巨躯のアンドロイドで、基本的な外見はハンババの色違い。レミィを「お嬢様」と呼び、献身的に尽くしていた。戦闘力はワッハマンはおろか、レミィ（ハンババ）にも遠く及ばない。体型がコロコロ変わったり、破壊されても次の話には復活していたりしたが、同じ個体が修理されていたのか、同じ顔の別個体なのかは不明。
破壊されそうになったレミィを逃がすためにイシュタルを羽交い締めにして、それまで外れることは何度もあっても、破損したことはなかった頭部を切り裂かれてからは、登場しなくなった。

### その他のアンドロイドたち
いずれも対ワッハマン用に「パパ」が送り込んできたものだが、全てワッハマンとは関係のないところで倒されている（作中、名称が一切出ないので容姿により区別する）。
ニードルガン装備型
ニードルガンで「とりあえず」復活したオシリス / ゲルダを破壊し、ゲル状の物体でワッハマンを捕まえる直前までいったが、同じくニードルガンを装備していたオシリス / ゲルダに頭部を吹き飛ばされた。
大型タイプ
身長3メートルの巨体。コートに身を隠してやって来た際は普通の身長だったが、破り捨てたコートの下からは物理限界を超えた巨躯が出てきた。こちらもオシリスに撃破されたが、限界を超えることを意識していないオシリスも自身が壊れてしまった。
細身長身軟体タイプ
ツートーンの幾何学模様に身を包んでいる。軟体で打撃技などはなかなか効かない。頭部が弱点らしい。ワッハマンにつぶされてしまい、頭部だけで逃げ延びようとするも温泉シジュウカラに頭部を割られ、中身を食べられてしまった。

### その他
綾重（あやしげ）
現代において最初にワッハマンと接触した女性。特撮作品等に使われる着ぐるみやマスク等を製作している造形師で、ワッハマンが変装の際着用する青年男性のラバーマスクは彼女が作成したもの。ワッハマンは度々彼女をたずねていたようである。物語後半は彼女をはじめ、ワッハマンと関わりをもった内、戦闘・生存の能力を持たない者は老若男女を問わず抹殺されたが、事件後にはよく似た人物がモブとして登場している。
中村一郎（なかむら いちろう）
元高校球児のサラリーマン。ワッハマンの名付け親。
謎の怪僧
放浪するワッハマンの行く先々に現れる雲水。食べ物に対して非常に意地汚く、農家に上がりこんで食事を勝手に食べたり、鶏のタマゴを盗んだり（ワッハマンからは「破戒僧」と呼ばれる）挙句の果てには長沼の分室にまで上がりこんで、堂々と食事をしたりする。長沼にも捕らえきれない体術と食べ物への執着からワッハマンの変装と間違えられた事もある。物語後半はワッハマン陣営に力を貸し度々危機を救い、最終戦では「自分が本当の黒幕」というハッタリを使ってワッハマンの背を押す（連載時はご飯の入ったお櫃を投げて食べ物への執着を思い出させた）。正体は最後まで謎のまま。
鮫洲（さめず）
警視庁刑事（通称：ハンマーヘッド）。殺人事件の容疑者としてワッハマンを調査(事件は「パパ」がワッハマンをはめるためにでっち上げた)していた。基本的に仕事熱心で正義感も強い、警察官の鑑のような性格。しかし風貌が「ハンマーヘッド」（あだ名もこれに由来する）にあまりにも似て人間離れしているせいで、聞き込みをしようとした一般市民に凶悪犯に間違われたことも。初対面で（顔面に）危険を感じた長沼にいきなり殴られ鼻の骨を折るなど災難に遭ってしまう。次々と起こる不可解な出来事に疑問を抱き、さらに命を危険に晒された事から長沼や梅田と行動を共にすることになる。パパの存在を知って以降はワッハマンへの認識も改め、最後まで彼らと共にパパと戦う。なお、その顔立ちは途中からシュモクザメよりもカニに喩えられるのがメインになっていった。
DNAコピー人間
CIAの諜報員。生まれながらの体質と合衆国の誇るテクノロジーを融合させて造られた（らしい）。DNAの注射によって一時的に人間以外の生物に変身する。ただし知性や記憶は元の人間のままで、どうやってか会話も可能。さぞかし凄いDNAをコピーするのかと思いきや、ゴキブリ、ナマコ、イソギンチャク、カマドウマ、アンボイナ（イモ貝）、巨大タコなどとても戦闘向きとは言えない生物にばかり変身しており、DNAサンプルにまともなものがあったためしがない。自国と組織の為、パパによる混乱に乗じて日本への介入を進言するも、実は彼の組織のトップもパパだと知らされ処分されてしまう。
ゲルダ
インガーの初恋の人物でアンドロイドのゲルダのモデル。インガーが幼い頃に崖から落ちようとしていたところを助けて亡くなった。
拳法の達人女
名前は登場せず、仮称。中国奥地の出身で、長沼に勝るとも劣らない拳法の達人。男装で、配偶者としてふさわしい強者を探していたところ、中国に出現したワッハマンとイシュタルの戦いに遭遇する。ワッハマンを追いかけて泳いで来日し、紆余曲折の末、長沼にアタックするようになる。オシリスを元気付けるために謎の料理を振る舞った。
謎の女
ワッハマンの現れる現場に黒づくめで現れ、その行動を監視しているようなそぶりを見せる。長沼にパパのことを伝えた後の消息は不明。

## 主な登場メカ
74式強化装甲服一型
最大高：175センチ / 重量：1.2トン / 最大稼働時間（フルチャージ時）：1時間
いわゆるパワードスーツの類。スーツに接続したカメラで装着者をスキャンすることにより個人個人の体格に合わせた関節の位置に各部を調整できるが、第90話にて大柄な松岡の体格に合わせていたこのスーツに鮫洲が知らずに乗り込んでしまい、脚が届かず痛い思いをした。着用した人間の動きをトレースし、その力を増幅する。通常はアンチフィードバックシステムによって逆トレース状態での搭乗者への危険が及ばないような処置が施されている。スタングレネードランチャー、三連バルカン砲、使い捨てミサイルランチャーなど多彩な武装を誇る。パパによって「防衛庁技術研究本部第四研究所特別分室」が取り潰された後、梅田・松岡が専用トレーラーに搭載された3機（1個小隊分）を盗み出しワッハマンたちと合流しようと都内に潜入、風呂敷き包みにありったけの武器を包んで地下鉄をキックボードで疾走した。敵本拠地にてイシュタルとの決着をつけるべく、長沼がこの内の一機に搭乗。この時、長沼はアンチフィードバックシステムを切って使用した。同作者の中空知防衛軍にも「74式装甲倍力服」として同系列の機体が出演している。
RX50
梅田甲三が開発した試作対人兵器、いわゆる人型二足歩行ロボット。自衛隊に納入後、千葉から神奈川に輸送中、搭載トラックの事故により誤作動を起こし起動。綾重の荷物を武器と誤認し襲い掛かるものの、立ちふさがったワッハマンに破壊される。目覚めたワッハマンが最初に起こした事件であり、この一件によりワッハマンの存在が公のものとなる。
PSX51
梅田が開発した新たな試作人間兵器で、前述した74式のルーツといえるパワードスーツ。四本足で、着装者は着るというより搭乗するといった格好である。当然ワッハマンに対抗できるはずも無く一方的に破壊される。その後改良型が製作され、ロケットパンチが新たに加わり、ゴーレムの頭部を破壊する程の性能向上を見せるが、降りた後、目を離した隙にワッハマン（レベル3状態）に再度破壊される。搭乗者は初期型が松岡、改良型が梅田。
レミィの左腕
重量：1トン
月に残されてしまったワッハマン救出の為に梅田が取り付けたロケットブースター装備型の腕。肘部から二股に分かれて大小のロケットアームが取り付けられており、小さい方が地球の引力圏突破用、これは衛星軌道までは別のロケットで上がった為。大きい方が月面離陸用だが、月着陸分は用意されておらず、レミィ自身に「飛び降り」させるという無茶な造り。しかも大気圏突入に関してはワッハマン頼みだった。
これ以外にも分室の機材でレミィが自作した左腕「十徳ナイフ型」や拡張変形システムを利用した「メガトンパンチ（息を吹き込むと拳が膨張する）」もあった。

## 脚註
1. ↑  台詞や描写から当てはまりそうな生き物には、タランチュラがある。